# Адміністративний устрій Миколаївського району (Одеська область)
Адміністративний устрій Миколаївського району — адміністративно-територіальний поділ ліквідованого Миколаївського району Одеської області на 1 селищну та 12 сільських рад, які об'єднували 46 населених пунктів та були підпорядковані Миколаївській районній раді. Адміністративний центр — смт Миколаївка..
Миколаївський район був ліквідований 17 липня 2020 року.

## Список радМиколаївського району
| №  | Назва                             | Центр                | Населені пункти                                                                           | Площа км² | Місце за площею | Населення (2001), чол. | Місце за населенням | Розташування |
| -- | --------------------------------- | -------------------- | ----------------------------------------------------------------------------------------- | --------- | --------------- | ---------------------- | ------------------- | ------------ |
| 1  | Миколаївська селищна рада         | смт Миколаївка       | смт Миколаївка с. Ставкове с. Дружелюбівка с. Перемога с. Софіївка                        |           |                 |                        |                     |              |
| 2  | Андрієво-Іванівська сільська рада | с. Андрієво-Іванівка | с. Андрієво-Іванівка с. Добриднівка                                                       |           |                 |                        |                     |              |
| 3  | Антонюківська сільська рада       | с. Антонюки          | с. Антонюки с. Амбарів с. Романівка                                                       |           |                 |                        |                     |              |
| 4  | Ісаївська сільська рада           | c. Ісаєве            | c. Ісаєве с. Новотроїцьке                                                                 |           |                 |                        |                     |              |
| 5  | Левадівська сільська рада         | c. Левадівка         | c. Левадівка с. Каховка                                                                   |           |                 |                        |                     |              |
| 6  | Настасіївська сільська рада       | c. Настасіївка       | c. Настасіївка с. Новогригорівка с. Піщана Петрівка                                       |           |                 |                        |                     |              |
| 7  | Новопетрівська сільська рада      | c. Новопетрівка      | c. Новопетрівка с. Гвоздівка с. Переселенці с. Широке                                     |           |                 |                        |                     |              |
| 8  | Олексіївська сільська рада        | c. Олексіївка        | c. Олексіївка с. Василівка с. Каре с. Мала Дворянка с. Морозова с. Сухий Овраг с. Чарівне |           |                 |                        |                     |              |
| 9  | Петрівська сільська рада          | c. Петрівка          | с. Петрівка с. Сиротинка с. Шевченка                                                      |           |                 |                        |                     |              |
| 10 | Скосарівська сільська рада        | c. Скосарівка        | c. Скосарівка с. Богданівка с. Веселе                                                     |           |                 |                        |                     |              |
| 11 | Стрюківська сільська рада         | c. Стрюкове          | c. Стрюкове с. Журівка с. Мартинівка с. Успенка                                           |           |                 |                        |                     |              |
| 12 | Ульяновська сільська рада         | c. Ульяновка         | c. Ульяновка с. Комарашеве с. Мар'янівка с. Новопокровка                                  |           |                 |                        |                     |              |
| 13 | Шабельницька сільська рада        | c. Шабельники        | c. Шабельники с. Бірюкове с. Жукове с. Нова Григорівка                                    |           |                 |                        |                     |              |

* Примітки: м. — місто, с-ще — селище, смт — селище міського типу, с. — село